# Nancy Allen
Nancy Anne Allen (ur. 24 czerwca 1950 w Nowym Jorku) – amerykańska aktorka filmowa i telewizyjna.

## Wczesne lata
Urodziła się w nowojorskiej dzielnicy Bronx jako najmłodsza z trojga dzieci Florence i Eugene’a Allenów. Jej ojciec był porucznikiem nowojorskiej policji. Jako dziecko była bardzo nieśmiała, więc gdy miała cztery lata jej matka zapisała ją na lekcje tańca. Uczęszczała do Academy of Mount St. Ursula w Bronksie, zanim rodzina przeniosła się do Yonkers. Planowała, że w przyszłości zostanie tancerką. Zainteresowana tańcem nowoczesnym uczęszczała przez rok do High School of Performing Arts, gdzie trenowała taniec. Następnie zapisała się do Jose Quintano’s School for Young Professionals.

## Kariera
Pierwszą poważną rolę dostała przez zbieg okoliczności. Kiedy tańczyła w nocnym klubie, została zauważona przez reżysera Hala Ashby’ego, który był nią zachwycony i momentalnie powierzył jej rolę w swoim ówcześnie najnowszym filmie Ostatnie zadanie (1973), w którym partnerowała Jackowi Nicholsonowi i Carol Kane. Po zakończeniu zdjęć rozpoczęła karierę modelki. W listopadzie 1975 była pierwszą kandydatką do głównej roli Carrietty N. „Carrie” White w horrorze Briana De Palmy Carrie (1976) z Amy Irving i Johnem Travoltą, jednak w ostatniej chwili nastąpiła zmiana – tytułową postać zagrała Sissy Spacek, a Allen przyjęła rolę głównej nemezis tytułowej postaci – rozpuszczonej i popularnej znęcającej się nastolatki Christine Hargensen, którą pierwotnie miała zagrać Spacek. W dreszczowcu Ostatnia ofiara (Forced Entry, 1975) u boku Tanyi Roberts i Michaela Tucciego zagrała niewielką rolę jako Hitch Hiker, jedna z ofiar Carla, maniakalnego mordercy kobiet. Dla odmiany wystąpiła jako Pam Mitchell w muzycznej komedii romantycznej Roberta Zemeckisa Chcę trzymać cię za rękę (I Wanna Hold Your Hand, 1978) z muzyką The Beatles, jako Kristina w komedii Briana De Palmy Rodzinka na ekranie (Home Movies, 1979) z Kirkiem Douglasem oraz jako Donna Stratton w komedii wojennej Stevena Spielberga 1941 (1979) z Timem Mathesonem, Johnem Belushim, Danem Aykroydem i Johnem Candym.
Wcieliła się w rolę prostytutki Liz Blake w dreszczowcu De Palmy W przebraniu mordercy (Dressed to Kill, 1980) z Angie Dickinson i Michaelem Caine’em. Za swój występ została nominowana do Złotego Globu jako Nową gwiazda roku i Złotej Maliny dla najgorszej aktorki. W dreszczowcu politycznym De Palmy Wybuch (Blow Out, 1981) wystąpiła jako Sally Bedina, która pomaga próbach ujawnienia spisku dźwiękowcowi – świadkowi wypadku, w którym ginie kandydat na prezydenta. Za rolę Allison Hayes w melodramacie przygodowym Eksperyment Filadelfia (The Philadelphia Experiment, 1984) z Michaelem Paré zdobyła nominację do Nagrody Saturna w kategorii najlepsza aktorka. Kreacja policjantki Anne Lewis w filmie sensacyjnym Paula Verhoevena RoboCop (1988) była ponownie nominowana do Nagrody Saturna w kategorii najlepsza aktorka, a występ w sequelu RoboCop 2 (1990) przyniósł jej kolejną nominację do Nagrody Saturna w kategorii najlepsza aktorka drugoplanowa.
Od 26 września 1995 do 10 marca 1996 na Broadwayu grała Margot Wendice w przedstawieniu M jak morderstwo u boku Johna Jamesa i Roddy’ego McDowalla.

## Życie prywatne
Na planie Carrie (1976) nawiązała romans z reżyserem Brianem De Palmą, którego poślubiła 12 stycznia 1979. Jednak w 1983 doszło do rozwodu. W latach 1984–1985 związana była z Michaelem Paré. 6 września 1992 wyszła za mąż za komika Craiga Shoemakera, rozwiedli się w 1994. W czerwcu 1998 poślubiła Randy’ego Baileya. 17 maja 2007 rozwiedli się.

## Filmografia
- 1973: Ostatnie zadanie (The Last Detail) jako Nancy
- 1975: Ostatnia ofiara (Forced Entry) jako Hitch Hiker
- 1976: Carrie jako Chris Hargenson
- 1978: Chcę trzymać cię za rękę (I Wanna Hold Your Hand) jako Pam Mitchell
- 1979: 1941 jako Donna
- 1980: Rodzinka na ekranie (Home Movies) jako Kristina
- 1980: Ubranie mordercy (Dressed to Kill) jako Liz Blake
- 1981: Wybuch (Blow Out) jako Sally Bedina
- 1983: Strange Invaders jako Betty Walker
- 1984: Kumpelski układ (The Buddy System) jako Carrie
- 1984: Terror in the Aisles jako ona sama
- 1984: Eksperyment Filadelfia (The Philadelphia Experiment) jako Allison Hayes
- 1984: Nie do publikacji (Not for Publication) jako Lois Thorndyke
- 1986: Gladiator jako Susan Neville
- 1987: Sweet Revenge jako Jillian Grey
- 1987: RoboCop jako Anne Lewis
- 1988: Duch III (Poltergeist III) jako Patricia Gardner
- 1989: Szaleństwo na giełdzie (Limit Up) jako Casey Falls
- 1990: RoboCop 2 jako Anne Lewis
- 1990: Wspomnienia o morderstwie (Memories of Murder) jako Jennifer Gordon/Corey
- 1993: RoboCop 3 jako Oficer Anne Lewis
- 1993: Martwe róże (Acting On Impulse) jako Cathy Thomas
- 1994: Człowiek, który nie chciał umrzeć (The Man Who Wouldn't Die) jako Jessie Gallardo
- 1994: Patrioci (Les Patriotes) jako Catherine Pelman
- 1997: Wbrew prawu (Against the Law) jako Maggie Hewitt
- 1997: Tajna baza DC 7 (Dusting Cliff 7) jako Anna Bishop
- 1998: Przypadkowy pasażer (The Pass) jako Shirley Duprey
- 1998: Co z oczu, to z serca (Out of Sight) jako Midge
- 1999: Sekrety Gór (Secret of the Andes) jako Brenda Willings
- 1999: Kiss Toledo Goodbye jako Madge
- 1999: Dzieci kukurydzy: Powrót Isaaca (Children of the Corn 666: Isaac's Return) jako Rachel Colby
- 2001: Circuit jako Louise
- 2008: My Apocalypse jako Linda Savage
- 2012: Bound by Flesh (narrator)
- 2020: In Search of Darkness: Part II jako ona sama
- 2022: In Search of Tomorrow jako ona sama